# Суховка (Целинский район)
Су́ховка — посёлок в Целинском районе Ростовской области.
Входит в состав Новоцелинского сельского поселения.

## Население
| 2010 |
| ---- |
| 163  |

## Улицы
- ул. Дальняя,
- ул. Свободы,
- ул. Трудовая.